# 特林切斯
特林切斯，是西班牙卡斯蒂利亚-拉曼恰雷阿尔城省的一个市镇。 总面积56平方公里，总人口924人（2001年），人口密度17人/平方公里。